# Juan Azúa
Juan Azúa (* 17. November 1938 in Santiago de Chile; † 14. Dezember 2006 ebenda) war ein chilenischer Dirigent.
Azúa studierte Saxophon und war von 1956 bis 1962 Mitglied des Orquesta Cubanacán. Danach gründete er die Los Bronces de Monterrey, mit dem er zwischen 1966 und 1971 in den Fernsehshows El show de Luis Dimas und Sábados Gigantes auftrat. In dem Ensemble spielten Musiker wie sein Bruder, der Saxophonist Kiko Azúa, der Schlagzeuger Carlos Figueroa, der Pianist Pancho Aranda und der Trompeter Ricardo Barrios.
1974 leitete er die erste Aufführung eines Broadway-Musicals, El hombre de La Mancha, in Chile. An der Aufführung wirkten u. a. Mickey Mardones (Klarinette), Héctor Tito Reyes (Posaune), Jorge Okington (Trompete), Guillermo Rifo (Perkussion) und Carlos Corales (Gitarre) mit. Nach dem großen Erfolg des Stücks am Teatro Municipal von Santiago und in ganz Chile wurde er 1975 als Dirigent zum Festival de Viña del Mar eingeladen. Im gleichen Jahr veröffentlichte er seine erste LP Juan Azúa y su orquesta.
Er erhielt dann einen Vertrag bei den Studios von Canal 13 und arbeitete mit seinem Ensemble bis 1981 als Hintergrundmusiker für die Shows Esta noche es fiesta, Aplauso und Lunes gala. Mit einer neuen Bigband (u. a. mit Marcos Aldana und Alejandro Vásquez, Saxophon, Alejandro Olejnick, Klavier, Vladimir Groppas, Gitarre, Pablo Lecaros, Bass und Raúl Aliaga, Gitarre) begleitete er ab 1984 die Fernsehshow Éxito.
1994 vertonte er Gedichte von Gabriela Mistral, Vicente Huidobro, Pablo de Rokha und Nicanor Parra, die mit den Stimmen von Humberto Lozán, Juan Rodríguez und Rachel auf dem Album La salsa y los poetas erschienen. 2000 gründete Azúa die Bigband The Universal Orchestra, mit der er drei Alben aufnahm.